# コマチーナ (小惑星)
コマチーナ (489 Comacina) は小惑星帯に位置する少し大きめの小惑星。1902年9月2日、ルイージ・カルネラがハイデルベルク天文台で発見した。
イタリア、ロンバルディア州のコモ湖に浮かぶ島に因んで名付けられた。